# Iwan Filippow
Iwan Markiełowicz Filippow (ros. Иван Маркелович Филиппов, ur. 1905 w Mikołajowie, zm. 21 stycznia 1963 w Symferopolu) – radziecki polityk, I sekretarz Komitetu Obwodowego KP(b)U w Mikołajowie (1944-1947).

## Życiorys
Od 1925 w RKP(b)/WKP(b), w latach 1926-1928 członek okręgowego komitetu Komsomołu w Mikołajowie, w latach 1928-1930 w Armii Czerwonej, słuchacz kursów KC KP(b)U przy Komunistycznym Uniwersytecie im. Artioma. W latach 1934–1937 przewodniczący Komitetu Wykonawczego Rady Rejonowej w Nowej Odessie, od 1938 do stycznia 1940 przewodniczący Komitetu Organizacyjnego Prezydium Rady Najwyższej Ukraińskiej SRR na obwód mikołajowski, od stycznia 1940 do marca 1944 przewodniczący Komitetu Wykonawczego Rady Obwodowej w Mikołajowie, od 1941 w Grupie Operacyjnej Rady Wojskowej Frontu Południowego, później w Grupie Operacyjnej Rady Wojskowej 3 Frontu Ukraińskiego. Od marca 1944 do 1947 I sekretarz Komitetu Obwodowego KP(b)U w Mikołajowie, od marca 1947 do 1952 przewodniczący Komitetu Wykonawczego Rady Obwodowej w Dniepropietrowsku, od 28 stycznia 1949 do 23 września 1952 zastępca członka KC KP(b)U. Od 1952 do lutego 1954 przewodniczący Komitetu Wykonawczego Rady Obwodowej w Izmailu, od czerwca 1956 do 9 października 1959 przewodniczący Komitetu Wykonawczego Krymskiej Rady Obwodowej. Odznaczony Orderem Lenina (7 lutego 1939) i Orderem Wojny Ojczyźnianej I klasy.